# Tupp (zodiak)
Tuppen är det tionde djuret av de tolv zodiakdjuren inom Kinesisk astrologi.  De tolv djuren omfattar varsitt år, när tolv år har gått börjar cykeln om.

## Åren och de fem elementen
Personer som är födda inom dessa datum är födda "i tuppens år", men de har även följande elementtecken:
- 22 januari 1909 - 9 februari 1910: Jordtupp
- 8 februari 1921 - 27 januari 1922: Metalltupp
- 26 januari 1933 - 13 februari 1934: Vattentupp
- 13 februari 1945 - 1 februari 1946: Trätupp
- 31 januari 1957 - 17 februari 1958: Eldtupp
- 17 februari 1969 - 5 februari 1970: Jordtupp
- 5 februari 1981 - 24 januari 1982: Metalltupp
- 23 januari 1993 - 5 januari 1994: Vattentupp
- 9 februari 2005 - 28 januari 2006: Trätupp
- 2017 - 2018: Eldtupp
- 2029 - 2030: Jordtupp

## Egenskaper
Traditionella tuppegenskaper 
| Attribut                  |                 |
| ------------------------- | --------------- |
| Zodiacplats               | 10:e            |
| Tid                       | 15.00-17.00     |
| Riktning                  | Väst sydväst    |
| Årstid                    | Höst, september |
| Motto                     | Jag Vet         |
| Ädelsten                  | Citrin          |
| Färger                    | Vit, violett    |
| Ungefärligt tecken i väst | Jungfrun        |
| Polaritet                 | Yin             |
| Mat                       |                 |
| Positiva egenskaper       |                 |
| Negativa egenskaper       |                 |
| Länder                    |                 |
| Passar med                |                 |